# آب‌انبار بوستان
آب‌انبار بوستان مربوط به دوره قاجار است و در ندوشن، کشتزارهای شرقی بافت واقع شده و این اثر در تاریخ ۱۱ مرداد ۱۳۸۴ با شمارهٔ ثبت ۱۲۳۶۲ به‌عنوان یکی از آثار ملی ایران به ثبت رسیده است.